# Francesca Petrizzo
Francesca Petrizzo (Empoli, 17 maggio 1990) è una scrittrice italiana.

## Biografia
Si è diplomata con lode al Liceo classico Virgilio di Empoli. Ha conseguito il B.A. in Storia al Corpus Christi College of Oxford.
È autrice di Memorie di una cagna, edito da Frassinelli nel 2010 e riedito da Sperling e Kupfer nel 2011 nella collana "Superbestseller" , personale e originale rilettura del mito di Elena di Troia, tradotto in numerose lingue , con il quale ha vinto il titolo di Miglior scrittore toscano dell'anno 2010, assegnato dal Consiglio Regionale della Toscana. 
Nel 2012 ha pubblicato, nuovamente con Frassinelli, Il rovescio del buio, romanzo esistenziale in cui affronta il rapporto di un'adolescente con la malattia e la morte, e con il quale ha partecipato come finalista al premio Chianti 2013.
Nel 2013, sempre per lo stesso editore, esce Nel sangue, che pur rientrando nel romanzo storico affronta nella forma del doppio diario il complesso rapporto fra Lucrezia e Cesare Borgia, il Valentino, gettando luce nuova su un argomento oggetto di morbose attenzioni o al meglio di giudizi impietosi, e compiendo un'originale rivalutazione storica della famiglia Borgia all'interno del periodo storico di riferimento.
Nel 2016 la Compagnia Oniero ha messo in scena al teatro Karolos Koun, Memorie di una cagna, adattamento teatrale di Alessandra Maioletti.

## Opere
- Memorie di una cagna, Frassinelli, 2010 (Nuova edizione Sperling e Kupfer, 2012)
- Il rovescio del buio, Frassinelli, 2012
- Nel sangue, Frassinelli, 2013